# وتاس
وتاس (به اسپانیایی: Vetas) یک منطقهٔ مسکونی در کلمبیا است که در بخش سانتاندر واقع شده‌است.

## آب و هوا
وتاس دارای آب و هوای توندرا (ET) با بارندگی متوسط تا کم و آب و هوای بسیار سرد در تمام سال است.